# Warneckea fosteri
Warneckea fosteri är en tvåhjärtbladig växtart som först beskrevs av John Hutchinson och John McEwan Dalziel, och fick sitt nu gällande namn av Jacq.-fél.. Warneckea fosteri ingår i släktet Warneckea och familjen Melastomataceae. Inga underarter finns listade i Catalogue of Life.